# Демодекоз

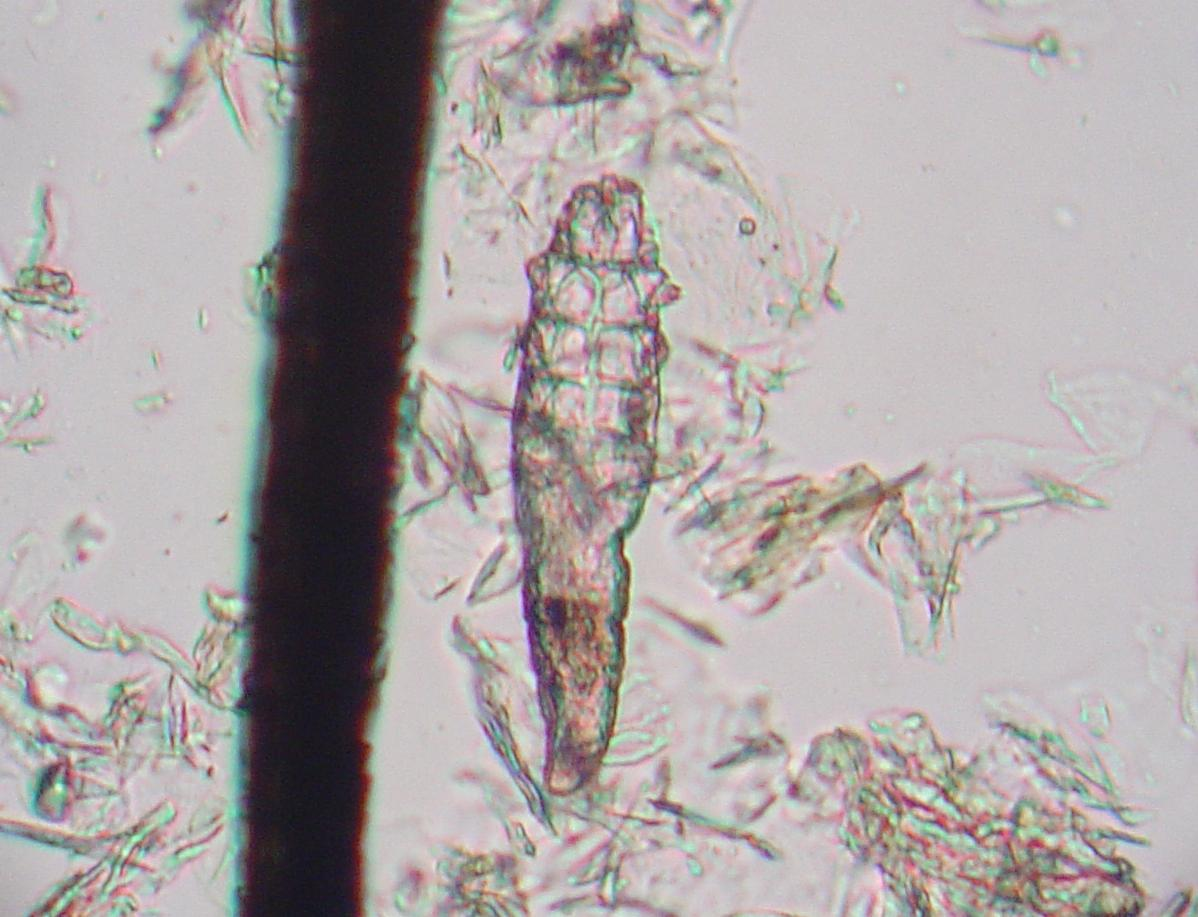
Один з видів підшкірних кліщів — Demodex canis

Демодеко́з (англ. demodicosis) — паразитарне захворювання людей і тварин, яке спричинює демодекс, підшкірний кліщ роду Demodex, який паразитує в сальних залозах і залозах повік, а також у волосяних фолікулах. У більшості тварин та людей цей кліщ є нормальним мешканцем шкірних покривів, який живиться злущеними клітинами. Як тільки за різних причин зменшується опірність макроорганізму, то кліщ проникає в глибші шари шкіри і спричинює там запалення.

## Причини
Починатись демодекоз може в будь-якому віці, проте найчастіше — в молодості, частіше в підлітковому віці, під час вагітності, після виразного емоційного стресу.  Зазвичай ураження поступово переміщується від одних ділянок шкіри до інших, створюючи незручності для людини. Вичавлювання вугрів, що з'являються при демодекозі, призводить лише до загострення хвороби, оскільки під час цього процесу кліщі впроваджуються в неуражені ділянки шкіри.
З'являється демодекоз при таких захворюваннях, як навколоротовий дерматит — запалення біля ротової облямівки губ і хронічне запалення сальних залоз, що називають в народі «рожеві вугри». Вони частіше виникають у жінок біля носа і в носогубних складках у період менопаузи, а також через порушення ендокринної, вегетативної, статевої системи і травного тракту. А хронічний перебіг захворювань цих систем, своєю чергою, підтримує підшкірний кліщ, що живе у сальних залозах. Якщо кліщів дуже багато, то на обличчі утворюються гранульоми — опуклості, що є скупченнями цих самих кліщів.
Також однією з причин виникнення демодекозу є високий рівень чоловічих статевих гормонів, як природний, пов'язаний зі статевим дозріванням, так і привнесений в організм вживанням анаболічних стероїдів, а також контрацептивів і косметичних засобів на основі гормональних мазей. Розвитку підшкірних кліщів сприяє жаркий вологий клімат і подразнення одних і тих же ділянок шкіри, наприклад, тісно прилеглим одягом.

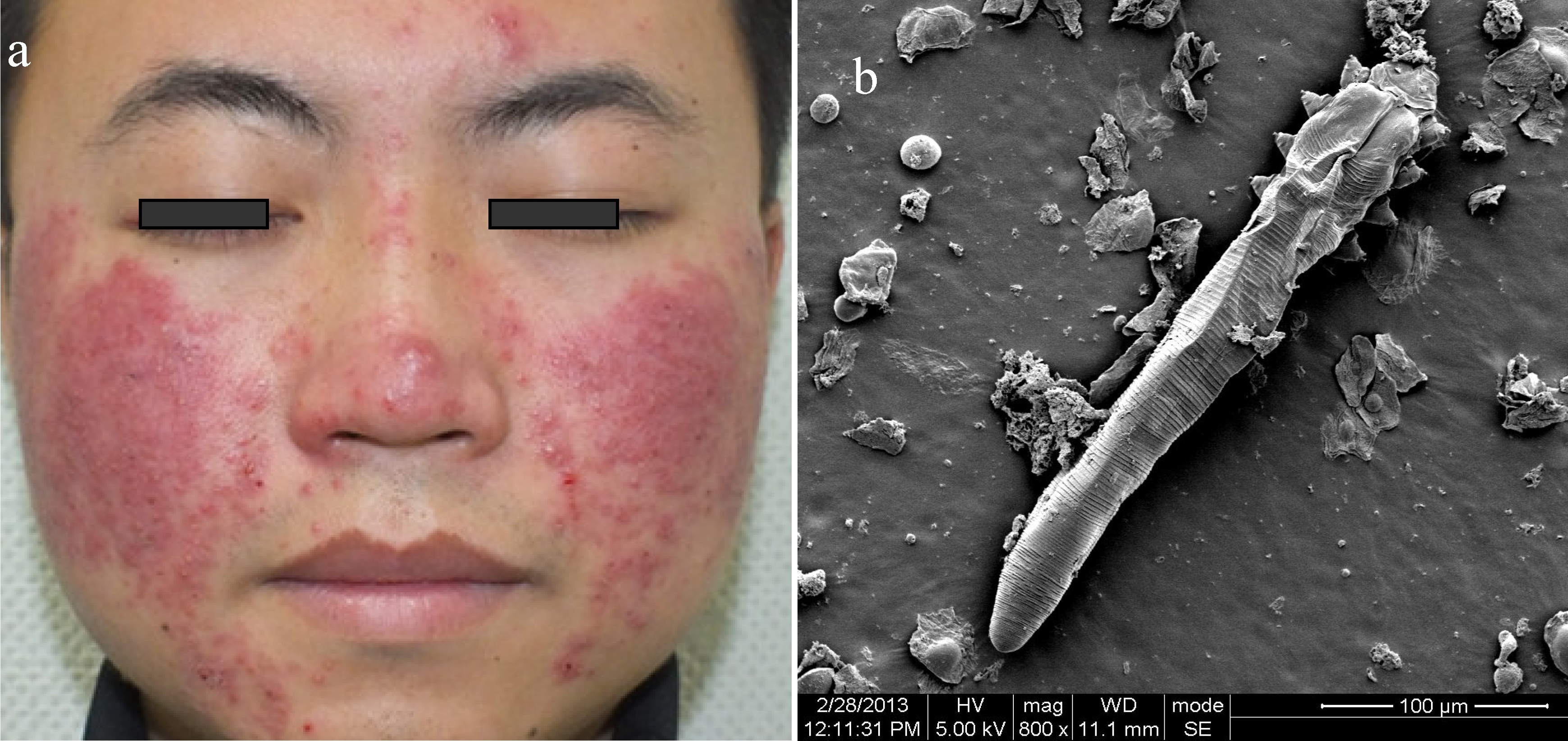
28-річний чоловік із демодекозом та електронною мікрофотографією його шкіри, що демонструє Demodex folliculorum, c. Довжина 0,33 мм

Якщо генетично людині притаманна суха шкіра, то її пори не розширені і в неї навряд чи виникне демодекоз.

## Клінічні ознаки
- Юнацькі та рожеві вугрі, гнійники, ранки, інші висипання тощо на обличчі нерідко є проявами демодекозу. При тривалому перебігу процесу ці елементи зустрічаються на шкірі спини, грудей і навіть стегон.
- Червоні плями на обличчі.
- Підвищена жирність шкіри, розширені пори. Уражені ділянки виглядають вологими, сальними, мають характерний блиск. Зазвичай страждає шкіра на носі та на щоках.
- Блідий або землисто-сірий відтінок обличчя[джерело?].
- Горбиста шкіра обличчя. У товщі шкіри утворюється груба «рубцева» тканина і безліч дрібних твердих грудочок кальцію, що призводить до нездорового кольору обличчя і горбистої шкіри.
- Ускладнення мімічних рухів обличчя.
- Свербіж, легке лоскотання, відчуття повзання. Часом люди не помічають лоскотання, тому чухання відбувається автоматично. Свербіж посилюється до вечора і триває протягом ночі. Цей час — період активної життєдіяльності кліщів, звичайно тоді відбувається їхнє спарювання.
- Свербіж волосяної частини голови, втрата волосся. Передчасна втрата волосся також може бути пов'язана з активною діяльністю кліща.
- Свербіж вій.
- Свербіж вушних раковин.

### Демодекоз очей

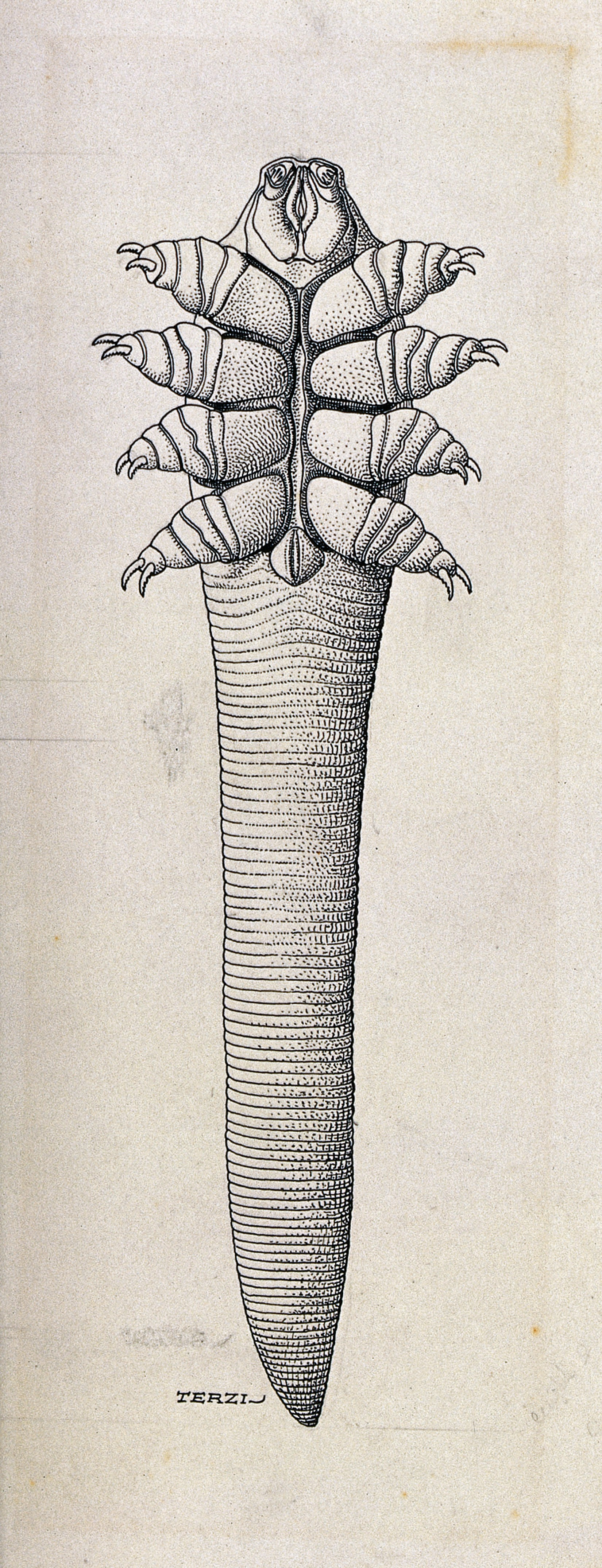
Вигляд Demodex folliculorum. Гравюра, А. Терзі, 1919 рік

Офтальмодемодекоз (демодекоз очей) — це один з акаріазів (кліщових захворювань) органів зору. Збудники Demodex folliculorum мешкають у волосяних фолікулах, Demodex brevis у залозах, сальних мейбомієвих та Цейса. D. folliculorum має подовжене тіло, розмір 0,27-048×0,048-0,064 мм, D. brevis в два рази менше (0,16-0,176×0,048 мм). У війчастих фолікулах повік D. folliculorum зустрічається рідше (39 %), ніж на шкірі обличчя.
Розвивається демодекозний блефарит, блефарокон'юнктивіт, халязіон, епісклеріт та крайовий кератит.
Порожнини волосяних фолікулів шкіри повік стають розтягнутими, виникає гіперплазія та гіперкератоз, легкий хронічний періфолікуліт. При хронічному проліферативному запаленні мейбомієвої залози (халязіон) внутрішньою стінкою гранульоми є напівзруйноване кліщем епітеліальне вистилання, зовнішня сполучнотканинна капсула, інфільтрована еозинофілами, гістіоцитами та макрофагами.
Часто хвороба може перебігати безсимптомно, стерто, у вигляді демодекозного блефарокон'юнктивіту (неускладнений, ускладнений), епісклериту, кератиту, іридоцикліту[джерело?]. Очний демодекоз може перебігати як ізольовано, так і в поєднанні з демодекозом шкіри обличчя та інших ділянок тіла. Поступово відбувається сенсибілізація організму до продуктів життєдіяльності та розпаду кліщів. Розвиток запалення при демодекозі відносять до гіперчутливості IV типу.
Дія паразита на кон'юнктиву, рогівку та інші оболонки ока токсико-алергічна. Можуть бути мізерні слизові виділення з кон'юнктивальної порожнини, легка гіперемія та шорсткість кон'юнктиви повік, розрихленість нижніх перехідних складок, слабка фолікулярна або папілярна гіпертрофія, інфаркти та конкременти мейбомієвих залоз. Рідко спостерігається демодекозний епісклерит. Внаслідок порушення секреторної функції мейбомієвих залоз зменшується ліпідний шар прекорнеальної слізної плівки, посилюється її випаровуваність, що веде до розвитку синдрому сухого ока, при якому переважають трофічні порушення в поверхневих шарах рогівки, відбувається зниження її чутливості, іноді одночасно втягується у процес судинна оболонка. Демодекоз ускладнює кератит будь-якої етіології.

## Діагностика

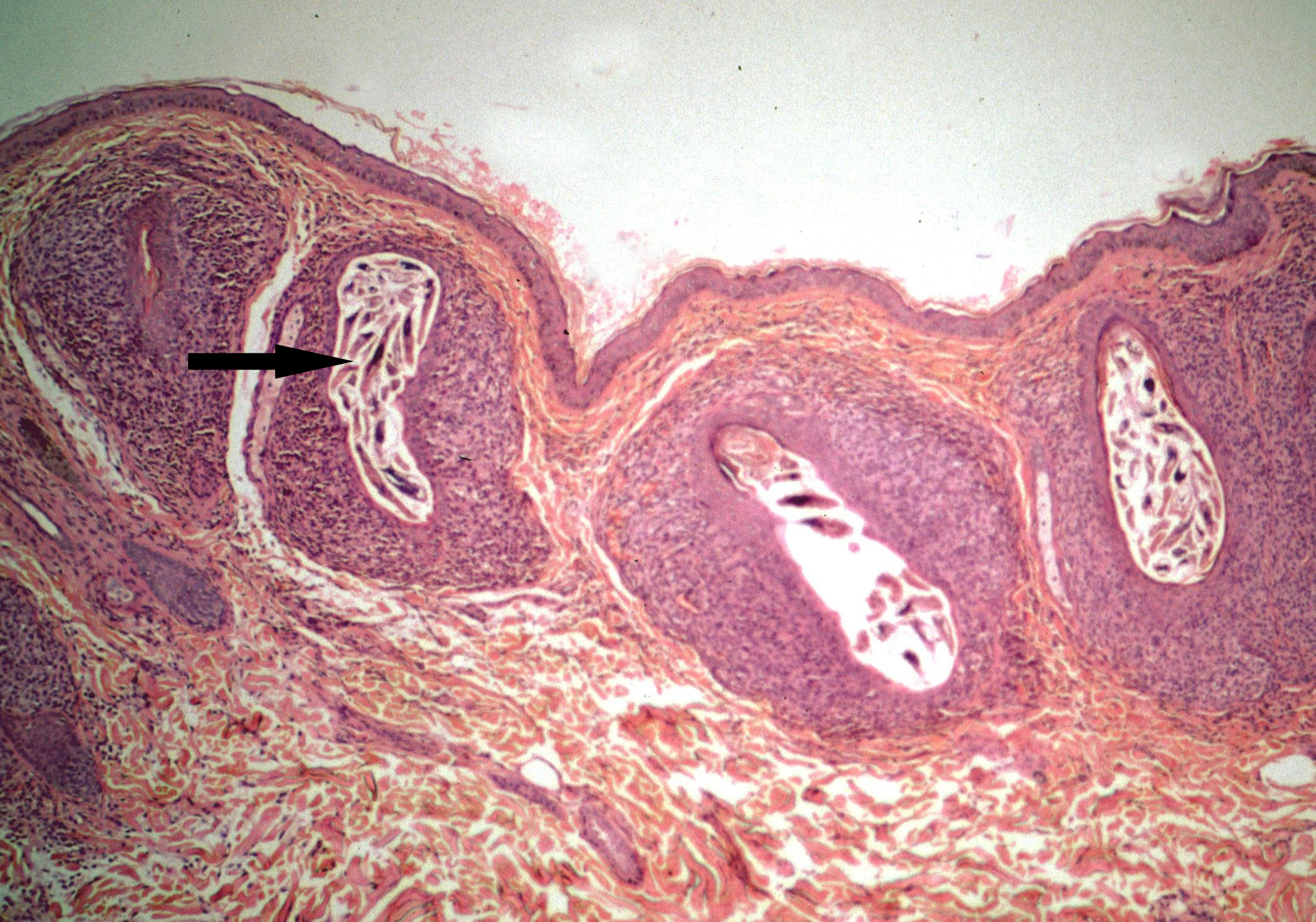
Демодекси у волосяних фолікулах мавпи

Діагностика демодекозу достатньо проста. Для виявлення підшкірного кліща виконується зішкріб з ураженої ділянки шкіри, після чого проводиться дослідження під мікроскопом. Демодекоз також виявляють визначенням гормонального фактора в крові і за допомогою спеціального аналізу. Видавлюють підшкірний жир і розглядають матеріал у фізіологічному розчині (тоді кліщ, який є в цьому жирі, рухливий) або в слабкому лужному розчині (тоді він втрачає рухливість). Наявність кліща підтверджує правильність поставленого діагнозу.

## Лікування

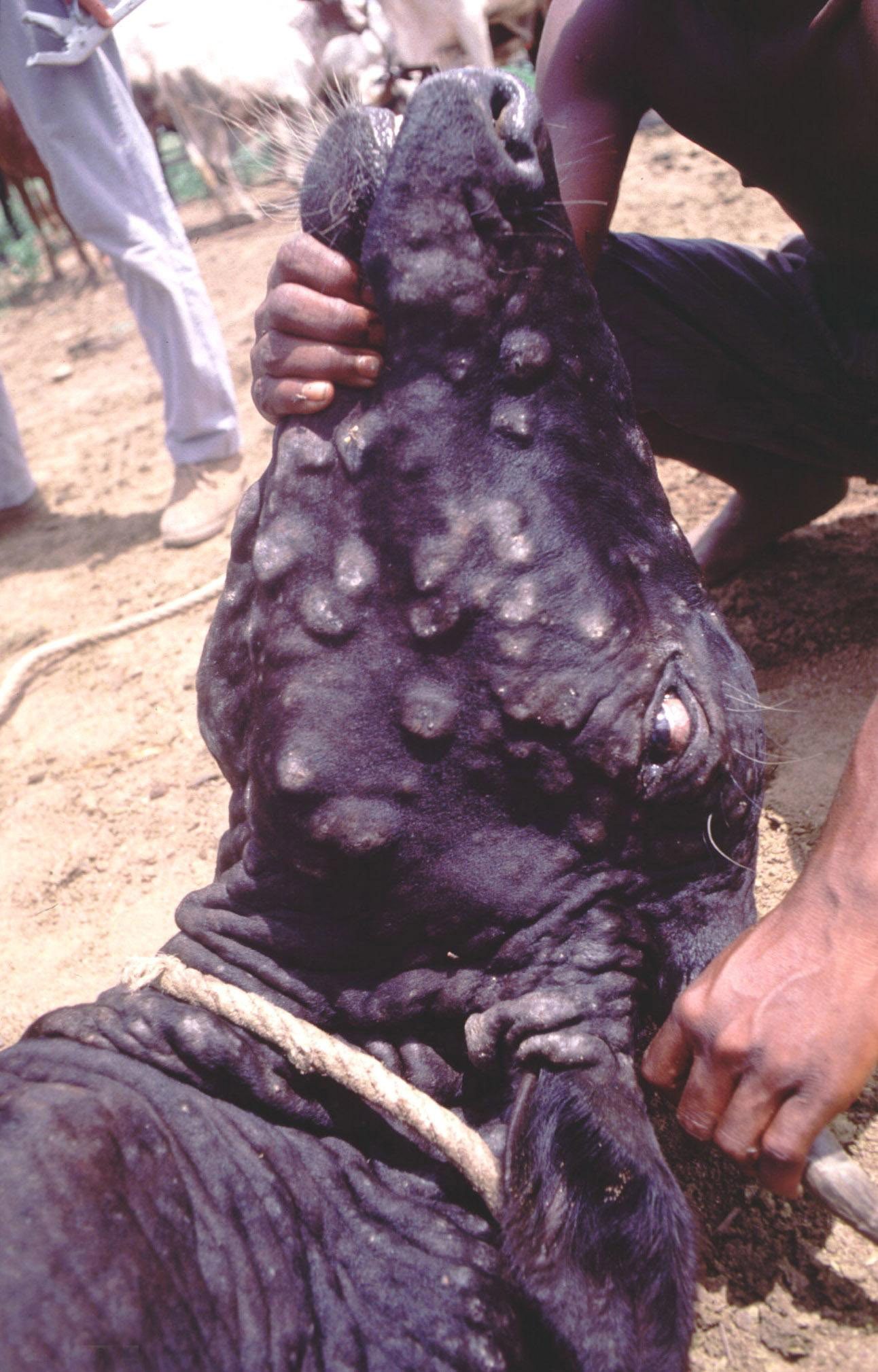
Демодекоз шкіри в корови

Лікування демодекозу повинне бути обов'язково комплексним. З одного боку необхідно відновити захисні сили шкіри й організму в цілому, з іншого боку необхідно пригнітити діяльність кліща. Лікування демодекозу повік є досить складним, оскільки включає можливість широкого застосування акарицидних засобів. Тому доцільно використовувати оральні препарати. Метронідазол призначають по 0,25 г два рази на добу до шести тижнів. Доцільно провести два таких курси з 2-З-тижневою перервою. Рекомендується очищена сірка по 0,5 г два рази на добу під час їжі 2-3 тижні між курсами метронідазолу. Можна використовувати й антималярійні препарати. Місцево проводять змазування повік 2 % метронідазоловою маззю. Важливим фактором є раціональна дієта та дезинфекція рушників і постільної білизни.